# Orocrambus jansoni
Orocrambus jansoni là một loài bướm đêm trong họ Crambidae.